# چارلی مارشال (ورزشکار)
چارلی مارشال (انگلیسی: Charlie Marshall; ۲۱ ژوئیهٔ ۱۸۸۰ – تاریخ ورودی نامعتبر است) بازیکن راگبی ۱۵ نفره اهل بریتانیا بود.